# Grand Prix Německa 1954
Grand Prix Německa 1954 (oficiálně XVII Großer Preis von Deutschland a.k.a. Großer Preis von Europa) se jela na okruhu Nürburgring v Nürburgu v Německu dne 1. srpna 1954. Závod byl šestým v pořadí v sezóně 1954 šampionátu Formule 1.

## Kvalifikace
| Poř. | No. | Jezdec                | Konstruktér | Čas      | Ztráta   |
| ---- | --- | --------------------- | ----------- | -------- | -------- |
| 1    | 18  | Juan Manuel Fangio    | Mercedes    | 9:50.1   | —        |
| 2    | 3   | Mike Hawthorn         | Ferrari     | 9:53.3   | + 3.2    |
| 3    | 16  | Stirling Moss         | Maserati    | 10:00.7  | + 10.6   |
| 4    | 20  | Hans Herrmann         | Mercedes    | 10:01.5  | + 11.4   |
| 5    | 1   | José Froilán González | Ferrari     | 10:01.8  | + 11.7   |
| 6    | 10  | Paul Frère            | Gordini     | 10:05.9  | + 15.8   |
| 7    | 2   | Maurice Trintignant   | Ferrari     | 10:07.5  | + 17.4   |
| 8    | 6   | Onofre Marimón        | Maserati    | 10:11.3  | + 21.2   |
| 9    | 9   | Jean Behra            | Gordini     | 10:11.9  | + 21.8   |
| 10   | 5   | Luigi Villoresi       | Maserati    | Neznámý  | —        |
| 11   | 21  | Hermann Lang          | Mercedes    | 10:13.1  | + 23.0   |
| 12   | 24  | Robert Manzon         | Ferrari     | 10:16.1  | + 26.0   |
| 13   | 4   | Piero Taruffi         | Ferrari     | 10:23.0  | + 32.9   |
| 14   | 15  | Harry Schell          | Maserati    | 10:28.7  | + 38.6   |
| 15   | 7   | Sergio Mantovani      | Maserati    | 10:39.1  | + 49.0   |
| 16   | 11  | Clemar Bucci          | Gordini     | 10:43.7  | + 53.6   |
| 17   | 8   | Roberto Mieres        | Maserati    | 10:47.0  | + 56.9   |
| 18   | 25  | Louis Rosier          | Ferrari     | 11:04.3  | + 1:14.2 |
| 19   | 14  | Prince Bira           | Maserati    | 11:10.3  | + 1:20.2 |
| 20   | 12  | André Pilette         | Gordini     | 11:13.4  | + 1:23.2 |
| 21   | 22  | Theo Helfrich         | Klenk-BMW   | 11:18.3  | + 1:28.2 |
| 22   | 17  | Ken Wharton           | Maserati    | Bez času | —        |
| 23   | 19  | Karl Kling            | Mercedes    | Bez času | —        |

## Závod
| Poř.   | No. | Jezdec                              | Konstruktér | Počet kol | Čas/Odstoupení            | Pořadí na startu | Body |
| ------ | --- | ----------------------------------- | ----------- | --------- | ------------------------- | ---------------- | ---- |
| 1      | 18  | Juan Manuel Fangio                  | Mercedes    | 22        | 3:45:45.8                 | 1                | 8    |
| 2      | 1   | José Froilán González Mike Hawthorn | Ferrari     | 22        | +1:36.5                   | 5                | 3    |
| 3      | 2   | Maurice Trintignant                 | Ferrari     | 22        | +5:08.6                   | 7                | 4    |
| 4      | 19  | Karl Kling                          | Mercedes    | 22        | +6:06.5                   | 23               | 4    |
| 5      | 7   | Sergio Mantovani                    | Maserati    | 22        | +8:50.5                   | 15               | 2    |
| 6      | 4   | Piero Taruffi                       | Ferrari     | 21        | +1 kolo                   | 13               |      |
| 7      | 15  | Harry Schell                        | Maserati    | 21        | +1 kolo                   | 14               |      |
| 8      | 25  | Louis Rosier                        | Ferrari     | 21        | +1 kolo                   | 18               |      |
| 9      | 24  | Robert Manzon                       | Ferrari     | 20        | +2 kola                   | 12               |      |
| 10     | 9   | Jean Behra                          | Gordini     | 20        | +2 kola                   | 9                |      |
| Ret    | 14  | Prince Bira                         | Maserati    | 18        | Řízení                    | 19               |      |
| Ret    | 21  | Hermann Lang                        | Mercedes    | 10        | Smyk                      | 11               |      |
| Ret    | 11  | Clemar Bucci                        | Gordini     | 8         | Kolo                      | 16               |      |
| Ret    | 22  | Theo Helfrich                       | Klenk-BMW   | 8         | Motor                     | 21               |      |
| Ret    | 20  | Hans Herrmann                       | Mercedes    | 7         | Únik paliva               | 4                |      |
| Ret    | 10  | Paul Frère                          | Gordini     | 4         | Kolo                      | 6                |      |
| Ret    | 3   | Mike Hawthorn                       | Ferrari     | 3         | Řazení                    | 2                |      |
| Ret    | 8   | Roberto Mieres                      | Maserati    | 2         | Únik paliva               | 17               |      |
| Ret    | 16  | Stirling Moss                       | Maserati    | 1         | Ložisko                   | 3                |      |
| Ret    | 12  | André Pilette                       | Gordini     | 0         | Zavěšení                  | 20               |      |
| DNS    | 6   | Onofre Marimón                      | Maserati    |           | Fatální nehoda v tréninku | 8                |      |
| DNS    | 5   | Luigi Villoresi                     | Maserati    |           | Odvolán                   | 10               |      |
| DNS    | 17  | Ken Wharton                         | Maserati    |           | Odvolán                   | 22               |      |
| Zdroj: |     |                                     |             |           |                           |                  |      |

Poznámky
1. ↑  Karl Kling získal jeden bod za zajetí nejrychlejšího kola.

## Průběžné pořadí po závodě
Pohár jezdců
|        | Pořadí | Jezdec                | Body   |
| ------ | ------ | --------------------- | ------ |
|        | 1      | Juan Manuel Fangio    | 361⁄7  |
|        | 2      | José Froilán González | 179⁄14 |
|        | 3      | Maurice Trintignant   | 15     |
| 1      | 4      | Mike Hawthorn         | 109⁄14 |
| 3      | 5      | Karl Kling            | 10     |
| Zdroj: |        |                       |        |